# 머더 (1930년 영화)
머더(Murder!, 또는 Meurtre)는 1930년에 제작된 영국의 영화이다. 앨프리드 히치콕이 각본과 연출을 담당하였으며, 허버트 마셜, 에드워드 챔프먼, 마일스 맨더 등이 출연하였다.

## 출연
- 허버트 마셜 (Herbert Marshall) - 존 메니어
- 노라 바링 (Norah Baring) - 다이애나 바링
- 에스메 퍼시 (Esme Percy) - 헨델 페인
- 필리스 콘스텀 (Phyllis Konstam) - 도시
- 에드워드 채프먼 (Edward Chapman) - 테드
- 마일스 맨더 (Miles Mander) - 고든